# Gaussia gomez-pompae
Gaussia gomez-pompae är en enhjärtbladig växtart som först beskrevs av H.J.Quero, och fick sitt nu gällande namn av H.J.Quero. Gaussia gomez-pompae ingår i släktet Gaussia och familjen Arecaceae. Inga underarter finns listade i Catalogue of Life.